# Надежда
Вижте пояснителната страница за други значения на Надежда.
Надеждата е очакване, придружено с увереност, че нещо желано, добро и хубаво съществува или ще се осъществи. Това е също така философска, религиозна и културна концепция, свързана с осмислянето на състоянието на човека, изпитващ това чувство.
В областта на психологията надеждата се различава от подходите за позитивно мислене, които се отнасят до терапевтичния или систематичен процес, използван в психологията за преодоляване на песимистичните склонности и нагласи.
Надеждата е една от трите богословски добродетели в християнството, наред с вярата и любовта. Определя се като непоколебимо, спокойно и радостно очакване на бъдещото блаженство. Основава се на увереността, че Бог непрестанно се грижи за спасението на всички хора.